# Lista hrabstw w stanie Maine

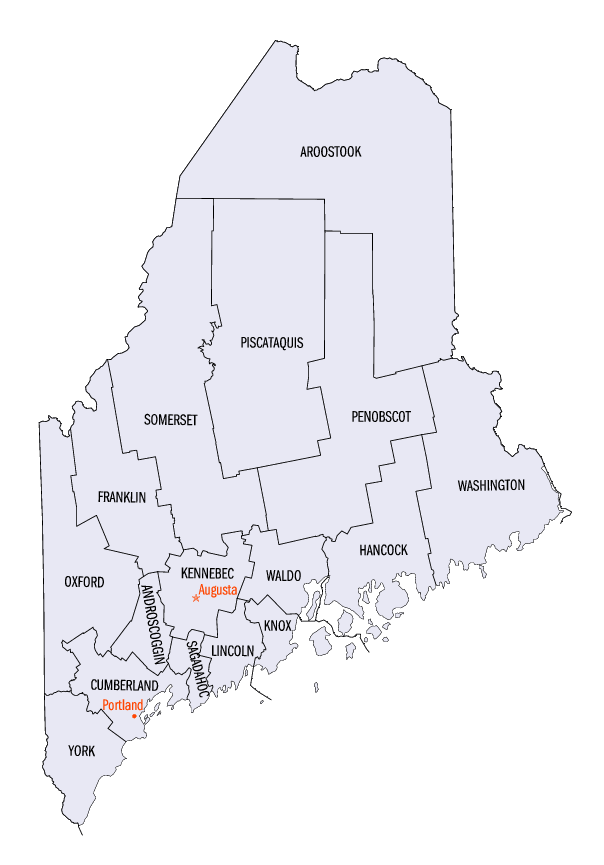
Hrabstwa w stanie Maine

Lista hrabstw w stanie Maine obejmuje 16 jednostek administracyjnych.
| Nazwa        | kod FIPS | Siedziba       | Powierzchnia całkowita (km²) | Populacja (2009) | Data powstania | Położenie na mapie |
| ------------ | -------- | -------------- | ---------------------------- | ---------------- | -------------- | ------------------ |
| Androscoggin | 23001    | Auburn         | 1287,82                      | 106 539          | 1854           |                    |
| Aroostook    | 23003    | Houlton        | 17 686,48                    | 71 488           | 1839           |                    |
| Cumberland   | 23005    | Portland       | 3151,73                      | 278 559          | 1760           |                    |
| Franklin     | 23007    | Farmington     | 4517,74                      | 29 735           | 1838           |                    |
| Hancock      | 23009    | Ellsworth      | 6089,14                      | 53 447           | 1789           |                    |
| Kennebec     | 23011    | Augusta        | 2463,54                      | 121 090          | 1799           |                    |
| Knox         | 23013    | Rockland       | 2958,03                      | 40 801           | 1860           |                    |
| Lincoln      | 23015    | Wiscasset      | 1812,5                       | 34 576           | 1760           |                    |
| Oxford       | 23017    | Paris          | 5633,9                       | 56 244           | 1805           |                    |
| Penobscot    | 23019    | Bangor         | 9210,36                      | 149 419          | 1816           |                    |
| Piscataquis  | 23021    | Dover-Foxcroft | 11 337,31                    | 16 795           | 1838           |                    |
| Sagadahoc    | 23023    | Bath           | 958,79                       | 36 391           | 1854           |                    |
| Somerset     | 23025    | Skowhegan      | 10 606,96                    | 50 947           | 1809           |                    |
| Waldo        | 23027    | Belfast        | 2208,59                      | 38 287           | 1827           |                    |
| Washington   | 23029    | Machias        | 8430,18                      | 32 107           | 1789           |                    |
| York         | 23031    | Alfred         | 3292,76                      | 201 876          | 1636           |                    |